# فرانز فرديناند ريختر
فرانز فرديناند ريختر هو رسام بولندي، ولد في 1693 في فروتسواف في بولندا، وتوفي في 1737 في فلورنسا في إيطاليا.